# Crisi espanyola de 1917
Crisi espanyola de 1917 és el nom que es dona per la historiografia espanyola al conjunt de successos que van tenir lloc l'estiu de 1917 a Espanya, sobretot als tres desafiaments simultanis que van fer perillar el govern i fins i tot al mateix sistema de la Restauració borbònica: un moviment militar (les Juntes de Defensa), un moviment polític (l'Assemblea de Parlamentaris d'orientació catalanista que va tenir lloc a Barcelona), i un moviment social (la vaga general revolucionària). Van coincidir amb una conjuntura internacional especialment crítica aquell mateix any. En canvi, la historiografia mundial no sol emprar el nom de «crisi» per a aquest període, reservant-lo per a algunes qüestions puntuals relacionades amb la Primera Guerra Mundial: la crisi de reclutament al Canadà i la crisi de construcció naval als Estats Units.

## Context internacional

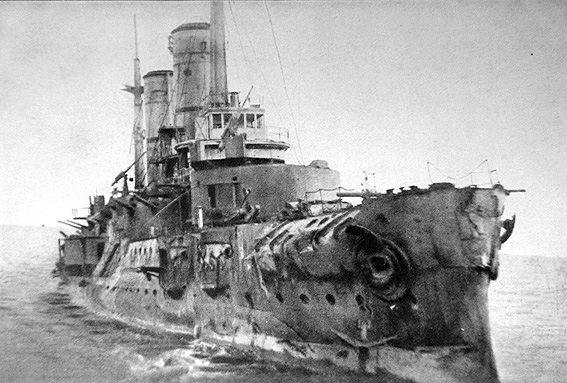
LSlava, vaixell de guerra rus, inutilitzat pels alemanys al Bàltic, l'octubre de 1917

A Rússia, la Revolució de Febrer de 1917 havia enderrocat l'autocràcia tsarista, i el govern d'Aleksandr Kérenski intentava construir un sistema democràtic alhora que continuava la guerra contra les Potències Centrals (desastrosa en termes militars, econòmics i humans, i cada vegada més impopular). El creixent descontentament estava sent aprofitat pels bolxevics (es produeix el famós viatge de Lenin que travessa Europa en un vagó segellat), que arribaran al poder a la Revolució d'Octubre del mateix any.
La Primera Guerra Mundial travessava una fase d'incertesa, ja que l'avantatge alemany al front oriental (que en poc temps seria total, després del Tractat de Brest-Litovsk, 1918) es compensava per l'entrada en guerra dels Estats Units el 6 d'abril, que desequilibraria el front occidental.
Sense que a aquest moment es manifestessin els seus efectes, l'hivern d'entre 1917 i 1918 es va iniciar el que al bienni següent es coneixeria com l'epidèmia més mortífera de l'edat contemporània (de fet, l'última mortalitat catastròfica de la història): l'epidèmia de grip de 1918. El nombre de morts, entre 50 i 100 milions, va superar als causats per la guerra, tot i que aquesta, en gran manera, va contribuir a expandir l'epidèmia per tot el món a una escala i velocitat mai abans experimentades. Els efectes a Espanya van ser greus, amb 8 milions de contagiats i 300.000 morts (147.114, segons les xifres oficials).

## Economia i societat

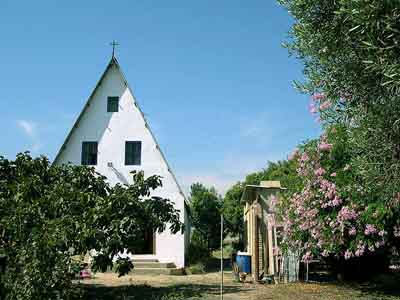
Barraca de l'horta de València. Aquesta precària construcció rural tradicional continuava representant l'endarreriment estructural de l'agricultura espanyola i les miserables condicions de vida de la major part de la població, com denunciava la novel·la social (Vicent Blasco Ibáñez va publicar La barraca el 1898 i Canyes i fang el 1902). Els emigrants a les zones urbanes i industrials —Catalunya, País Basc i Madrid— van començar a constituir un creixent proletariat amb una consciència de classe cada vegada més organitzada.

La neutralitat espanyola va fomentar les exportacions de tota mena de productes, des matèries primeres (agrícoles i mineres) fins a algunes manufactures de la incipient industrialització —concentrada en el tèxtil català i la siderúrgia basca—, i activitats terciàries (com nòlits i serveis bancaris). El saldo de la balança comercial va passar de ser negatiu en més de cent milions de pessetes a ser positiu en cinc-cents milions. La bona època per als negocis va afavorir la burgesia industrial i comercial o l'oligarquia terratinent i financera, però al mateix temps va produir inflació (el creixement de la producció real de béns i serveis no es tradueix en augment d'oferta interna per les exportacions) que no anava acompanyada per pujades similars en els salaris.
Tot i que els beneficis econòmics van arribar a nivells de creixement extraordinàriament importants, va baixar notablement el nivell de vida de les classes populars, fonamentalment del proletariat urbà i industrial, que tanmateix era el que va demostrar més capacitat de pressió per mantenir continuades pujades salarials. Al camp, la situació era diferent: l'efecte inflacionista va ser major, però la disponibilitat més directa d'aliments va esmorteir les seves conseqüències per a la pagesia en el cas dels petits propietaris o arrendataris (predominants en l'estructura agrària del nord d'Espanya), que fins i tot es van poder veure beneficiats, però no així, els jornalers sense terra, és a dir, la major part de la població activa en la meitat sud d'Espanya (sobretot, Andalusia o Extremadura).
Els resultats del procés, visibles de forma aguda ja el 1917, van ser una violenta redistribució de rendes a escala nacional, tant entre classes socials com entre territoris, i un progressiu agreujament de les tensions entre camp i ciutat (èxode rural, contrast del nivell de desenvolupament entre la naixent indústria i l'agricultura endarrerida) i entre centre i perifèria.

## Tres desafiaments

### Desafiament militar
Es van crear les Juntes de Defensa, un moviment sindical militar no previst en la legislació i, per tant, un clar desafiament al govern del liberal Manuel García Prieto, que, impotent per controlar-les, es va veure obligat a dimitir. El seu successor, el conservador Eduardo Dato, va optar per legalitzar-les.
Les juntes (que utilitzaven un nom molt usual entre les institucions espanyoles i prestigiat per la història durant la rebel·lió popular de la Guerra d'Independència) afirmaven que defensaven els interessos dels oficials de graduació intermèdia, encara que la seva vocació d'intervenir en política era evident.
Un dels assumptes de major capacitat mobilitzadora dins de l'exèrcit era la seva obsessió per la «unitat nacional», manifestada amb claredat des de l'agressió al diari satíric catalanista ¡Cu-Cut! (1905), coneguda com els Fets del ¡Cu-Cut!. Seguidament, el govern espanyol va cedir per acontentar-los amb la promulgació de la Llei de Jurisdiccions, que sotmetia a la justícia militar «les ofenses orals o escrites a la unitat de la pàtria, la bandera i l'honor de l'exèrcit». La situació social dels militars era peculiar, ja que, mentre els seus companys de pràcticament tot el món ascendien ràpidament per mèrits de guerra i per la necessitat d'enquadrar gegantines masses de soldats, ells es veien reduïts a la inacció, que ni tan sols podia compensar-se amb les destinacions a colònies, perquè havien perdut la guerra hispano-estatunidenca de 1898. De fet, hi havia una veritable hipertròfia (16.000 oficials per 80.000 soldats, mentre que França disposava en només de 29.000 per a mig milió). Dins l'exèrcit espanyol, es veien situacions de greuge comparatiu entre els únics destins colonials (Marroc) i la resta. Paral·lelament, la inflació anava minant cada vegada més el poder adquisitiu dels salaris dels militars, que, a diferència dels contractes més flexibles dels obrers, depenien dels rígids Pressupostos Generals de l'Estat. També va contribuir a augmentar el descontentament militar la política d'ascensos i la convicció que existien favoritismes.
L'activitat de les Juntes va començar el primer trimestre de 1916 com a conseqüència d'unes proves d'«aptitud per al comandament», que formaven part d'un programa de modernització impulsat pel govern d'Álvaro Figueroa y Torres Mendieta, primer comte de Romanones. Aquest governant va acceptar les seves protestes al principi, però, veient la perillositat d'un moviment semblant a un sindicat a l'exèrcit, va ordenar la dissolució de les Juntes, sense cap efectivitat. Tot i la situació d'il·legalitat, van augmentar el seu to des de finals de 1916, sobretot en la Junta de Defensa de l'Arma d'Infanteria de Barcelona, molt activa i impulsora del moviment, dirigida pel coronel Benito Márquez. A finals del mes de maig de 1917 es va produir una enèrgica reacció disciplinària per part del nou govern dirigit per Manuel García Prieto, a través del ministre de la Guerra general Aguilera: l'arrest al castell de Montjuïc de diversos dels membres de les Juntes (dos tinents, tres capitans, un comandant, un tinent coronel i el coronel Benito Márquez, el dirigent més visible del moviment). Tanmateix, la constitució immediata d'una Junta Suplent, que va rebre el suport de les juntes d'Artilleria i Enginyers, i fins i tot de la Guàrdia Civil, en la seva «respectuosa» petició de llibertat per als arrestats de l'1 de juny, va suposar un espectacular augment de la tensió militar, el llançament d'un «desafiament» que García Prieto no es va veure amb suports suficients per assumir (no es pot obviar el paper del rei, donada la naturalesa de l'assumpte i la seva especial vinculació amb l'exèrcit). Va optar per dimitir i Alfons XIII encarrega formar govern a Eduardo Dato, que va considerar oportú cedir a les reivindicacions militars, alliberant als arrestats i legalitzant les Juntes. Per mantenir una postura ferma de control de la situació, es van suspendre les garanties constitucionals i es va incrementar la censura de premsa.

### Desafiament polític
La burgesia catalanista estava representada per la Lliga Regionalista, liderada per Francesc Cambó i Batlle, i amb una base de poder local adquirida recentment (la Mancomunitat de Catalunya, sorgida el 1914 per agregació de les quatre Diputacions Provincials i dirigida inicialment per Prat de la Riba, que morirà malalt en mig d'aquest 'desafiament polític' el 1917). En vista de la crisi oberta, Cambó va exigir al govern la convocatòria de Corts, que no va ser acceptada. Davant d'aquesta negativa i la impossibilitat d'utilitzar les vies parlamentaris ordinaris, una gran part dels diputats elegits per circumscripcions catalanes (48, tots menys els dels partits «dinàstics») es van reunir en l'anomenada Assemblea de Parlamentaris de Barcelona a principis de juliol de 1917, que va exigir la convocatòria d'eleccions a les Corts Constituents, amb vista a una nova organització de l'Estat que reconegués l'autonomia de les regions. També van exigir mesures urgents en el terreny econòmic i militar. La connexió d'aquest moviment amb el descontentament econòmic dels oficials de rang inferior de les Juntes de Defensa era altament improbable, però no es podia descartar, o almenys l'intent es va explicitar en una proclama de l'Assemblea, que va demanar que «l'acte realitzat per l'Exèrcit el primer de juny vagi seguit d'una profunda renovació de la vida pública espanyola, empresa i realitzada per elements polítics».
Tot i no representar una part massa àmplia dels diputats totals (menys del 10%), es vivia un ambient pre-revolucionari, que qüestionava les bases del sistema polític de la Restauració borbònica: el torn dels partits dinàstics que havien fundat Cánovas i Sagasta i el clar predomini del poder executiu sobre el legislatiu, amb un paper arbitral del rei. La resposta de Dato va ser declarar sediciosa l'Assemblea, la suspensió de la premsa i l'ocupació militar de Barcelona. A mitjan juliol, l'Assemblea es va tornar a reunir al Saló de Juntes del Palau del parc de la Ciutadella, amb la suma de diversos diputats d'altres regions (fins a un nombre de 68), de partits republicans (Alejandro Lerroux), reformistes (Melquiades Álvarez) i l'únic diputat socialista (Pablo Iglesias), que ja estava preparant el moviment vaguista previst per al mes següent. Els reunits van acordar que era «indispensable la convocatòria de Corts que, en funcions de Constituents, puguin deliberar sobre aquests problemes i resoldre'ls». Però, afegien: «aquestes Corts no podran ser convocades per un Govern de partit», sinó per «un Govern que encarni i representi la voluntat sobirana del país». També van acordar tornar a reunir-se el 16 d'agost a Oviedo, però la dissolució de l'Assemblea per la força pública el 19 de juliol i els fets posteriors ho van impedir. L'anhelada participació o aproximació d'Antoni Maura no es va produir.

### Desafiament social
La ciutat de Barcelona, capital econòmica d'Espanya, era especialment conflictiva, com s'havia demostrat en la Setmana Tràgica de 1909. La crisi social estava enfrontant un moviment obrer, dividit entre socialistes i anarquistes, que utilitzaven tant mètodes pacífics (vagues) com violents (l'acció directa dels atemptats, de vegades indiscriminats, com la Bomba del Liceu, de 1893) i una patronal que utilitzava tota mena de tàctiques (des dels esquirols al pistolerisme). El moviment obrer en altres parts d'Espanya estava menys desenvolupat, però va veure l'oportunitat d'aprofitar la debilitat de l'enfrontament entre burgesia industrial i govern: la UGT (sindicat socialista, més implantat a Madrid i al País Basc) va convocar una vaga general revolucionària l'agost de 1917, que va rebre el suport de la CNT (sindicat anarquista, majoritari a Catalunya). Els dos sindicats ja s'anaven aproximant cap a una unitat, almenys en les accions, des de la vaga de desembre de 1916 i l'anomenat Pacte de Saragossa. L'acord per a una vaga general va ser signat a Madrid a finals de març de 1917 per Julián Besteiro i Francisco Largo Caballero (per part de la UGT), i Salvador Seguí i Ángel Pestaña (per part de la CNT), i incloïa un extens manifest:
| « | Per tal d'obligar les classes dominants a aquells canvis fonamentals del sistema que garanteixin al poble el mínim de condicions decoroses de vida i de desenvolupament de les seves activitats emancipadores, s'imposa que el proletariat espanyol empri la vaga general, sense termini definit de terminació, com l'arma més poderosa que té per reivindicar els seus drets. | » |

Davant l'oposició dels anarquistes, es va arribar a negociar amb els partits burgesos, sobretot, amb els republicans d'Alejandro Lerroux. Es va parlar de la constitució d'un govern provisional que hagués tingut com a president la figura més moderada de Melquiades Álvarez i Pablo Iglesias de ministre de treball.
La difusió de la convocatòria de vaga va incloure alguna ambigüitat, ja que al principi es parlava d'una vaga «revolucionària» i en comunicacions posteriors es va insistir en el seu caràcter «pacífic». Sobretot des de la UGT es va intentar conscientment evitar les vagues parcials, sectorials i locals. Tanmateix, el temps prolongat per a la preparació de la vaga va operar en contra, ja que hi va ha haver una dispersió d'esforços, degut a les detencions dels signants del manifest, el tancament de la Casa del Pueblo (lloc de reunions dels socialistes) i diferents maniobres del govern. Això es va materialitzar particularment a la vaga del sindicat ferroviari d'UGT de València del 9 d'agost en protesta per les detencions, però amb motius laborals interns, que van precipitar la suma de les altres seccions del sindicat per tot el país entre el 10 i el 13 d'agost.
Tot i així, en començar la vaga es va aconseguir paralitzar les activitats de gairebé totes les grans zones industrials (Biscaia i Barcelona, i fins i tot algunes menors, com Iecla i Villena), urbanes (Madrid, València, Saragossa, la Corunya), i mineres (Tinto, Jaén, Astúries i Lleó), però només durant pocs dies, com a màxim una setmana. A les ciutats petites i les zones rurals no va tenir repercussió. Les comunicacions ferroviàries, un sector clau, no es van veure alterades durant molt temps.

## Conseqüències

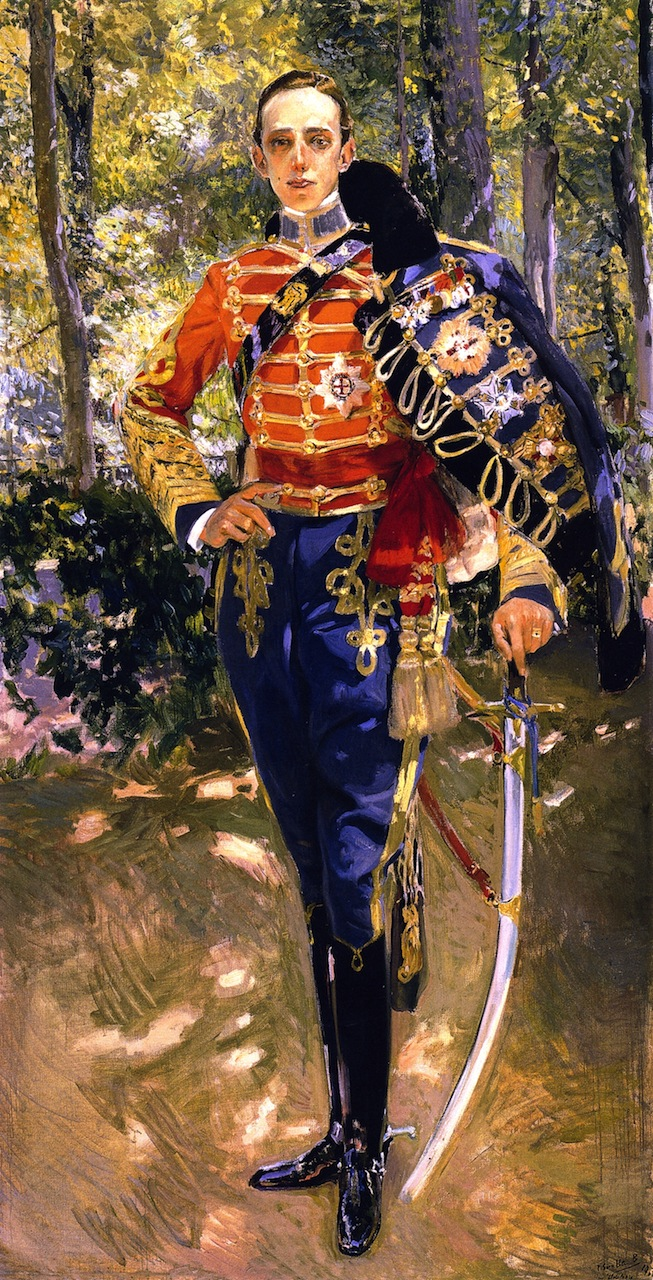
Alfons XIII en uniforme de capità d'hússars, de Joaquim Sorolla. El retrat va ser pintat el 1907, deu anys abans d'aquests fets, però mostra la recerca d'identificació del rei amb l'exèrcit. El jove Borbó, fill pòstum de Alfons XII (proclamat rei a través d'un pronunciament militar després del Sexenni Democràtic), va ser coronat a la majoria d'edat (1902) i casat el 1906, moment en què va sortir viu d'un atemptat (bomba llançada per l'anarquista Mateu Morral i Roca a la Calle Mayor de Madrid).

Es temia que el triple desafiament al govern espanyol (militar, catalanista i proletari) desemboqués en una revolució similar a la russa, però el que va passar és que l'exèrcit no va dubtar a posar-se a les ordres del govern per reprimir la vaga, tasca que va durar tres dies, a excepció d'algunes zones com les conques mineres asturianes, en les quals el conflicte va durar prop d'un mes. El mateix coronel Márquez va destacar en la repressió de la revolta a Sabadell. La intervenció de l'exèrcit, a més de molt violenta amb els vaguistes, va arribar fins a extrems poc respectuosos amb les institucions, com va ser la violació de la immunitat parlamentària d'un diputat republicà, detingut pel Capità General de Catalunya.

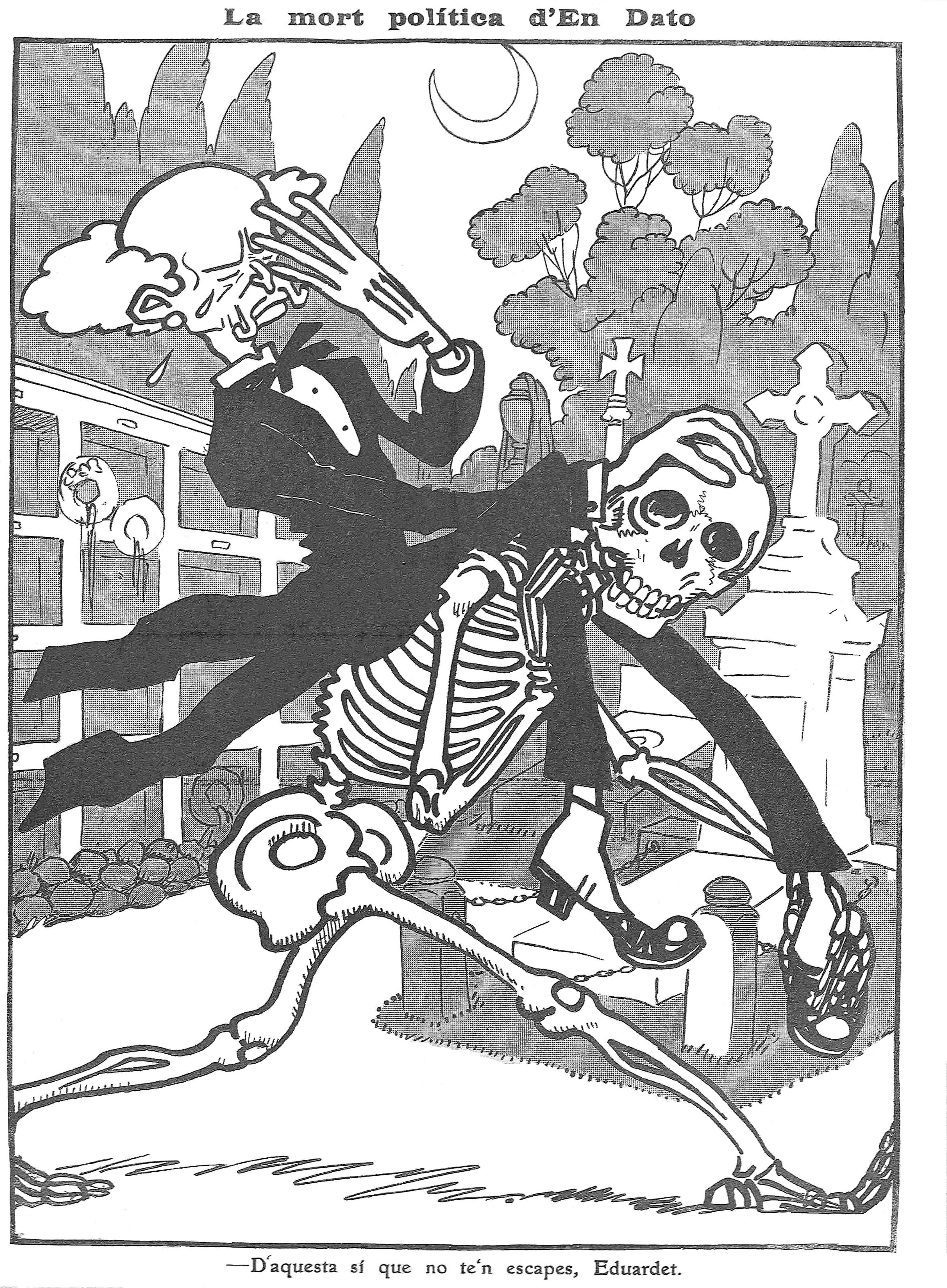
Caricatura del president del govern Eduardo Dato a La Campana de Gràcia titulada «La mort política d'En Dato». El peu diu «D'aquesta sí que no te'n escapes, Eduardet».

Mentrestant, la Lliga, temorosa per l'agitació social, va acceptar donar suport a un govern de concentració nacional, promogut activament pel rei, presidit de nou pel liberal García Prieto i que incloïa a Cambó, amb el compromís de celebrar eleccions el febrer de 1918. El resultat va ser incert, sense majoria absoluta de cap dels partits. Aquesta situació era inèdita, ja que l'usual era que els governs —monocolors—, que arribaven al poder no per guanyar les eleccions, sinó en ser cridats pel rei, preparessin convenientment les eleccions (mitjançant el convenient l'encasellat de candidats, l'elecció estava garantida pel caciquisme i la dita tupinada o frau descarat si era necessari) i obtinguessin un parlament fàcil de controlar. En aquest cas, la composició multipartidista ho va impedir, cosa que va obligar a constituir un nou govern de concentració, presidit aquesta vegada per Maura. Ell mateix va concórrer a les següents eleccions, de juny de 1919. La recuperació del tradicional «tornisme» no va ocórrer fins a les eleccions de desembre de 1920, organitzades en solitari per Dato.
Durant l'agost de 1917 els membres del comitè de vaga, entre els quals destacaven els futurs líders socialistes Francisco Largo Caballero i Julián Besteiro (Pablo Iglesias estava en els seus darrers anys de vida), van ser detinguts, jutjats i empresonats amb una condemna a cadena perpètua, encara que això no va impedir que a les eleccions de febrer de 1918 tots fossin elegits diputats. L'escàndol de mantenir presos a diputats inviolables va conduir a la seva excarceració després d'una àmplia campanya que va comptar amb el suport de Manuel García Morente, Gumersindo de Azcárate o Gabriel Alomar i Villalonga. Indalecio Prieto havia fugit a França i va poder tornar a prendre possessió de la seva acta de diputat l'abril de 1918. Altres presos del comitè de vaga van ser Daniel Anguiano i Andrés Saborit. El republicà Marcel·lí Domingo va ser indultat al novembre. El resultat de la repressió va ser d'un total de 71 morts, 156 ferits i uns dos mil detinguts.
Van sortir reforçats tant el paper del rei com el de l'exèrcit en la vida pública, i l'estreta relació existent entre ambdues institucions. Va augmentar la desafecció d'àmplies capes de la població (intel·lectuals, classe obrera, classes mitjanes) enfront del sistema polític, que rebia crítiques regeneracionistes des de finals del XIX, com les de Joaquín Costa, que demanaven un «cirurgià de ferro». Aquesta figura o recurs retòric, d'identificació controvertida, finalment, a la següent crisi de gravetat (la batalla d'Annual), seria encarnada per la institució que va demostrar ser més poderosa, l'exèrcit, concretada en la persona del capità general de Barcelona Miguel Primo de Rivera. Estimulat per la burgesia catalana i davant l'aquiescència del rei, el 1923 assumiria tot el poder en una dictadura.